# Оксалиплатин
Оксалиплатин — цитостатический препарат алкилирующего типа действия. Координационное соединение, производное платины.
Препарат является химическим аналогом цисплатина, но обладает иным спектром действия .
Оксалиплатин является стереоизомером, в молекуле которого центральный атом платины окружен лигандами — оксалатом и диаминоциклогексаном, расположенными в транс-положении. Как и многие другие производные платины, оксалиплатин взаимодействует с ДНК, образуя внутри- и межспиральные сшивки, что блокирует её синтез и последующую репликацию. Образование связей оксалиплатина с ДНК быстрое и составляет максимум 15 мин (у цисплатина этот процесс двухфазный с замедленной 4-8-часовой фазой). Нарушение синтеза ДНК приводит к ингибированию синтеза РНК (транскрипции) и клеточного белка. Оксалиплатин эффективен на некоторых линиях опухолей, резистентных к цисплатину и карбоплатину.
Назначается при метастазирующим раке толстой и прямой кишки в качестве монотерапии или в составе комбинированной терапии с фторопиримидинами;
раке яичников в качестве второй линии терапии.

## Применение вещества
Адъювантная терапия колоректального рака III стадии (C по Дьюку) после радикальной резекции первичной опухоли, в комбинации с фторурацилом/фолиниевой кислотой. Диссеминированный колоректальный рак в качестве монотерапии или комбинированной терапии в комбинации с фторурацилом/фолиниевой кислотой. Рак яичников в качестве 2-й линии терапии.

## Противопоказания
Гиперчувствительность (в т.ч. к другим препаратам, содержащим платину), миелосупрессия (число нейтрофилов <2·109/л и/или тромбоцитов <100·109/л), периферическая сенсорная нейропатия с функциональными нарушениями до начала первого курса лечения, выраженное нарушение функции почек (Cl креатинина <30 мл/мин), беременность, кормление грудью.